# Tuxedo (New York)
Tuxedo è un comune degli Stati Uniti d'America, situato nello stato di New York, nella contea di Orange.